# Гуго Геєр
Гуго Геєр (нім. Hugo Geyer; 6 квітня 1884, Гільдбурггаузен — 12 жовтня 1975, Гільдбурггаузен) — німецький військовий чиновник, міністерський диригент люфтваффе.

## Біографія
3 жовтня 1903 року вступив в 95-й піхотний полк як офіцер роти. З 1 квітня 1912 по 30 вересня 1913 року пройшов підготовку пілота. 23 серпня 1912 року здобув ліцензію пілота. З 1 жовтня 1913 року — пілот 4-го льотного батальйону. З 1 серпня 1914 року — командир 31-го льотного батальйону, з 1917 року — 4-ї бойової ескадрильї Головнокомандування сухопутних військ, в 1918/19 роках — 10-ї льотної групи. 9 січня 1920 року звільнений у відставку.
В 1920/24 роках — виконавчий директор фірми Luftverkehrs-AG. З 23 квітня 1924 року — референт Імперського міністерства транспорту. 1 лютого 1933 року перейшов в люфтваффе і призначений директором відділу Імперського комісаріату авіації. З 5 травня 1933 року — начальник 5-го відділу (постачання) геенралюфтцойгмайстра Імперського міністерства авіації. В травні 1945 року взятий в полон. В 1947 році звільнений.

## Звання
- Фанен-юнкер (3 жовтня 1903)
- Фенріх (14 червня 1904)
- Лейтенант (27 січня 1905)
- Оберлейтенант (27 січня 1914)
- Гауптман (18 квітня 1915)
- Майор запасу (9 січня 1920)
- Урядовий радник (23 квітня 1924)
- Старший урядовий радник (11 квітня 1927)
- Міністерський радник (8 березня 1933)
- Міністерський диригент (1 серпня 1939)

## Нагороди
- Орден Корони (Пруссія) 4-го класу (1913)
- Орден дому Саксен-Ернестіне
  - лицарський хрест 2-го класу (1913)
  - лицарський хрест 1-го класу з мечами
- Нагрудний знак військового пілота (Пруссія)
- Залізний хрест 2-го і 1-го класу
- Срібна овальна медаль герцога Карла Едуарда з короною, застібкою «1916» і мечами (28 червня 1916)
- Королівський орден дому Гогенцоллернів, лицарський хрест з мечами
- Орден «За військові заслуги» (Баварія) 4-го класу з мечами
- Хрест «За заслуги у війні» (Саксен-Мейнінген)
- Пам'ятний знак пілота (Пруссія)
- Почесний хрест ветерана війни з мечами (1934)
- Медаль «За вислугу років у Вермахті» 4-го, 3-го, 2-го і 1-го класу (25 років; 2 жовтня 1936) — отримав 4 нагороди одночасно.
- Медаль «У пам'ять 1 жовтня 1938 року»
- Імперський орден Ярма та Стріл (Іспанія; 20 березня 1941)
- Медаль «За вислугу років у НСДАП» в бронзі (10 років)